# Dermestes reductus
Dermestes reductus är en skalbaggsart som beskrevs av Vladimir Kalík 1952. Dermestes reductus ingår i släktet Dermestes och familjen ängrar. Inga underarter finns listade i Catalogue of Life.